# Чесноков Семен Олексійович
Семен Олексійович Чесноков (21 лютого 1901, село Нікольське Орловської губернії, тепер Орловської області, Російська Федерація — серпень 1974, місто Москва, тепер Російська Федерація) — радянський діяч, лікар, народний комісар охорони здоров'я Російської РФСР і Казахської РСР. Депутат Верховної ради Казахської РСР 2-го скликання. Депутат Верховної Ради СРСР 2-го скликання. 

## Біографія
Народився в селянській родині. Член РКП(б) з 1918 року.
До 1920 року служив у Червоній армії, учасник громадянської війни в Росії.
У 1920—1921 роках — секретар Свердловського волосного комітету комсомолу, секретар Орловського повітового комітету комсомолу (РКСМ); завідувач відділу агітації і пропаганди Орловського повітового комітету РКП(б).
У 1921—1929 pоках навчався у Московському державному університеті (1-му Московському державному медичному інституті).
З 1929 по 1931 рік — ординатор клініки та секретар осередку ВКП(б) 1-го Московського державного медичного інституту; працював у Хамовницькому і Фрунзенському районних комітетах ВКП(б) міста Москви.
У 1931—1937 роках — директор Нижньогородського (Горьковського) медичного інституту та головний лікар Горьковської обласної лікарні.
14 серпня 1937 — 19 липня 1938 року — народний комісар охорони здоров'я Російської РФСР.
У 1938—1939 роках працював головним лікарем 2-ї клінічної лікарні 1-го Московського медичного інституту.
З червня по вересень 1939 року — 1-й заступник та в.о. народного комісара охорони здоров'я Казахської РСР. У вересні 1939 — червні 1949 року — народний комісар (з березня 1946 року — міністр) охорони здоров'я Казахської РСР.
Водночас з 1941 року — заступник голови Державної планової комісії Казахської РСР, голова Організаційного бюро ЦК товариства Червоного Хреста Казахської РСР і заступник голови Комітету допомоги із обслуговування хворих і поранених бійців та командирів при Наркоматі охорони здоров'я Казахської РСР.
У 1943—1949 pоках завідував кафедрою соціальної гігієни (кафедрою організації охорони здоров'я та історії медицини) Казахського медичного інституту в Алма-Аті. З 1945 по 1948 рік був відповідальним редактором журналу «Охорона здоров'я Казахстану».
З червня 1949 року — головний лікар (директор) клінічної лікарні імені С. Боткіна в Москві.
28 березня 1953 —- 16 липня 1954 року — завідувач Московського міського відділу охорони здоров'я.
З 1954 року — директор Московського обласного науково-дослідного інституту туберкульозу; голова Московського обласного комітету профспілки медичних працівників.
Потім — персональний пенсіонер у Москві. Помер у серпні 1974 року в Москві.

## Нагороди
- два ордени Трудового Червоного Прапора (1942, 1945)
- орден Червоної Зірки (1945)
- чотири ордени «Знак Пошани»
- медалі